# Ґ (слово ћирилице)
Ґ ґ (Ґ ґ, искошено: Ґ ґ) је ћириличко слово.

## Историја
Слово ⟨Ґ⟩ је настало додавањем „кљуна” на слово ⟨⟩, које је пак настало од грчког слова гама ⟨Γ⟩.
Његова употреба (у украјинском језику) је била забрањена све до 1991. године. Разлог томе је жеља власти у Москви да приближи руски и украјински што је више могуће. Поводом распада Совјетског Савеза, повраћено је у украјинску азбуку.
Сматра се да је могућ еквивалент овог слова глагољско слово ⟨Ⱒ⟩.

## Употреба
У језицима код којих слово ⟨⟩ означава звучни глотални фрикатив , ⟨Ґ⟩ се користи за означавање звучног задњонепчаног праскавог сугласника,. Такав случај је у украјинском и русинском језику.
У овим језицима, ⟨Ґ⟩ се налази на петом месту.

## Слична и сродна слова
- : ћириличко слово
- Ѓ ѓ: ћириличко слово
- Ғ ғ: ћириличко слово
- Γ γ: грчко слово Гама
- G g: латиничко слово